# Nek/Diskografie
Diese Diskografie ist eine Übersicht über die musikalischen Werke des italienischen Pop-Rock-Musikers Nek. Den Schallplattenauszeichnungen zufolge hat er bisher mehr als 2,1 Millionen Tonträger verkauft, davon alleine in seiner Heimat über 510.000. Seine erfolgreichste Veröffentlichung ist das Album Lei, gli amici e tutto il resto / Nek (Laura no está) mit über eine Million verkauften Einheiten.

## Alben

### Studioalben
| Jahr | Titel Musiklabel                                             | Höchstplatzierung, Gesamtwochen, AuszeichnungChartplatzierungen (Jahr, Titel, Musiklabel, Platzierungen, Wochen, Auszeichnungen, Anmerkungen) | Höchstplatzierung, Gesamtwochen, AuszeichnungChartplatzierungen (Jahr, Titel, Musiklabel, Platzierungen, Wochen, Auszeichnungen, Anmerkungen) | Höchstplatzierung, Gesamtwochen, AuszeichnungChartplatzierungen (Jahr, Titel, Musiklabel, Platzierungen, Wochen, Auszeichnungen, Anmerkungen) | Höchstplatzierung, Gesamtwochen, AuszeichnungChartplatzierungen (Jahr, Titel, Musiklabel, Platzierungen, Wochen, Auszeichnungen, Anmerkungen) | Höchstplatzierung, Gesamtwochen, AuszeichnungChartplatzierungen (Jahr, Titel, Musiklabel, Platzierungen, Wochen, Auszeichnungen, Anmerkungen) | Anmerkungen                                                 |
| Jahr | Titel Musiklabel                                             | IT | DE | AT | CH | ES | Anmerkungen                                                 |
| ---- | ------------------------------------------------------------ | --- | --- | --- | --- | --- | ----------------------------------------------------------- |
| 1992 | Nek Fonit Cetra                                              | — | — | — | — | — | Erstveröffentlichung: 9. September 1992                     |
| 1993 | In te Fonit Cetra                                            | — | — | — | — | — | Erstveröffentlichung: Januar 1993                           |
| 1994 | Calore umano Fonit Cetra                                     | — | — | — | — | — | Erstveröffentlichung: 21. September 1994                    |
| 1996 | Lei, gli amici e tutto il resto / Nek (Laura no está) Warner | IT3 (60 Wo.)IT | DE14 (32 Wo.)DE | AT2 Gold · (22 Wo.)AT | CH24 Platin · (24 Wo.)CH | ES4 ×2Doppelplatin · (30 Wo.)ES | Erstveröffentlichung: 1996 Verkäufe: + 1.000.000            |
| 1998 | In due / Entre tú y yo Warner                                | IT2 (32 Wo.)IT | DE17 (11 Wo.)DE | AT3 (16 Wo.)AT | CH2 Gold · (20 Wo.)CH | ES9 Platin · (8 Wo.)ES | Erstveröffentlichung: 28. März 1998 Verkäufe: + 125.000     |
| 1999 | Nek en Espanol Warner                                        | — | — | — | — | ES— GoldES | Erstveröffentlichung: 1999 Verkäufe: + 50.000               |
| 2000 | La vita è / La vida es Warner                                | IT8 (39 Wo.)IT | DE31 (7 Wo.)DE | AT30 (7 Wo.)AT | CH6 (22 Wo.)CH | ES33 (4 Wo.)ES | Erstveröffentlichung: 2. Juni 2000                          |
| 2002 | Le cose da difendere / Las cosas que defenderé Warner        | IT4 (28 Wo.)IT | DE34 (6 Wo.)DE | AT67 (1 Wo.)AT | CH16 Gold · (17 Wo.)CH | ES48 (1 Wo.)ES | Erstveröffentlichung: 22. März 2002 Verkäufe: + 20.000      |
| 2005 | Una parte di me / Una parte de mí Warner                     | IT3 (53 Wo.)IT | DE75 (1 Wo.)DE | AT46 (3 Wo.)AT | CH3 Gold · (29 Wo.)CH | ES34 (12 Wo.)ES | Erstveröffentlichung: 13. März 2005 Verkäufe: + 20.000      |
| 2006 | Nella stanza 26 / En el cuarto 26 Warner                     | IT5 (39 Wo.)IT | — | — | CH5 (18 Wo.)CH | ES56 (2 Wo.)ES | Erstveröffentlichung: 17. November 2006                     |
| 2009 | Un’altra direzione / Nuevas direcciones Warner               | IT1 Platin · (32 Wo.)IT | — | — | CH3 (18 Wo.)CH | ES25 (7 Wo.)ES | Erstveröffentlichung: 30. Januar 2009 Verkäufe: + 70.000    |
| 2013 | Filippo Neviani / Filippo Neviani Warner                     | IT2 (27 Wo.)IT | — | — | CH16 (9 Wo.)CH | ES30 (4 Wo.)ES | Erstveröffentlichung: 16. April 2013                        |
| 2015 | Prima di parlare / Antes de que hables Warner                | IT3 Platin · (37 Wo.)IT | — | — | CH14 (11 Wo.)CH | ES75 (2 Wo.)ES | Erstveröffentlichung: 3. März 2015 Verkäufe: + 50.000       |
| 2016 | Unici / Unicos Warner                                        | IT2 Gold · (36 Wo.)IT | — | — | CH22 (1 Wo.)CH | ES90 (1 Wo.)ES | Erstveröffentlichung: 14. Oktober 2016 Verkäufe: + 25.000   |
| 2019 | Il mio gioco preferito: Parte prima Warner                   | IT3 (5 Wo.)IT | — | — | CH27 (1 Wo.)CH | — | Erstveröffentlichung: 10. März 2019                         |
| 2020 | Il mio gioco preferito: Parte seconda Warner                 | IT3 (3 Wo.)IT | — | — | CH25 (1 Wo.)CH | — | Erstveröffentlichung: 29. März 2020                         |
| 2023 | Renganek Warner                                              | IT11 (2 Wo.)IT | — | — | — | — | Erstveröffentlichung: 8. September 2023 mit Francesco Renga |

grau schraffiert: keine Chartdaten aus diesem Jahr verfügbar

### Livealben
| Jahr | Titel Musiklabel               | Höchstplatzierung, Gesamtwochen, AuszeichnungChartplatzierungen (Jahr, Titel, Musiklabel, Platzierungen, Wochen, Auszeichnungen, Anmerkungen) | Höchstplatzierung, Gesamtwochen, AuszeichnungChartplatzierungen (Jahr, Titel, Musiklabel, Platzierungen, Wochen, Auszeichnungen, Anmerkungen) | Höchstplatzierung, Gesamtwochen, AuszeichnungChartplatzierungen (Jahr, Titel, Musiklabel, Platzierungen, Wochen, Auszeichnungen, Anmerkungen) | Höchstplatzierung, Gesamtwochen, AuszeichnungChartplatzierungen (Jahr, Titel, Musiklabel, Platzierungen, Wochen, Auszeichnungen, Anmerkungen) | Höchstplatzierung, Gesamtwochen, AuszeichnungChartplatzierungen (Jahr, Titel, Musiklabel, Platzierungen, Wochen, Auszeichnungen, Anmerkungen) | Anmerkungen                                                                               |
| Jahr | Titel Musiklabel               | IT | DE | AT | CH | ES | Anmerkungen                                                                               |
| ---- | ------------------------------ | --- | --- | --- | --- | --- | ----------------------------------------------------------------------------------------- |
| 2018 | Max Nek Renga, il disco Warner | IT3 Gold · (21 Wo.)IT | — | — | — | — | Erstveröffentlichung: 9. März 2018 mit Max Pezzali und Francesco Renga Verkäufe: + 25.000 |

### Kompilationen
| Jahr | Titel Musiklabel                                                     | Höchstplatzierung, Gesamtwochen, AuszeichnungChartplatzierungen (Jahr, Titel, Musiklabel, Platzierungen, Wochen, Auszeichnungen, Anmerkungen) | Höchstplatzierung, Gesamtwochen, AuszeichnungChartplatzierungen (Jahr, Titel, Musiklabel, Platzierungen, Wochen, Auszeichnungen, Anmerkungen) | Höchstplatzierung, Gesamtwochen, AuszeichnungChartplatzierungen (Jahr, Titel, Musiklabel, Platzierungen, Wochen, Auszeichnungen, Anmerkungen) | Höchstplatzierung, Gesamtwochen, AuszeichnungChartplatzierungen (Jahr, Titel, Musiklabel, Platzierungen, Wochen, Auszeichnungen, Anmerkungen) | Höchstplatzierung, Gesamtwochen, AuszeichnungChartplatzierungen (Jahr, Titel, Musiklabel, Platzierungen, Wochen, Auszeichnungen, Anmerkungen) | Anmerkungen                                                |
| Jahr | Titel Musiklabel                                                     | IT | DE | AT | CH | ES | Anmerkungen                                                |
| ---- | -------------------------------------------------------------------- | --- | --- | --- | --- | --- | ---------------------------------------------------------- |
| 2003 | The Best of Nek – L’anno zero / Lo mejor de Nek – El año cero Warner | IT3 (40 Wo.)IT | — | — | CH12 (13 Wo.)CH | — | Erstveröffentlichung: 11. Oktober 2003                     |
| 2010 | E da qui – Greatest Hits 1992-2010 / Es así Warner                   | IT7 Platin · (66 Wo.)IT | — | — | CH29 (16 Wo.)CH | — | Erstveröffentlichung: 16. November 2010 Verkäufe: + 60.000 |
| 2022 | 5030 Warner                                                          | IT21 (2 Wo.)IT | — | — | — | — | Erstveröffentlichung: 2. Dezember 2022                     |

grau schraffiert: keine Chartdaten aus diesem Jahr verfügbar

## Singles

### Als Leadmusiker
| Jahr | Titel Album                                                   | Höchstplatzierung, Gesamtwochen, AuszeichnungChartplatzierungen (Jahr, Titel, Album, Platzierungen, Wochen, Auszeichnungen, Anmerkungen) | Höchstplatzierung, Gesamtwochen, AuszeichnungChartplatzierungen (Jahr, Titel, Album, Platzierungen, Wochen, Auszeichnungen, Anmerkungen) | Höchstplatzierung, Gesamtwochen, AuszeichnungChartplatzierungen (Jahr, Titel, Album, Platzierungen, Wochen, Auszeichnungen, Anmerkungen) | Höchstplatzierung, Gesamtwochen, AuszeichnungChartplatzierungen (Jahr, Titel, Album, Platzierungen, Wochen, Auszeichnungen, Anmerkungen) | Höchstplatzierung, Gesamtwochen, AuszeichnungChartplatzierungen (Jahr, Titel, Album, Platzierungen, Wochen, Auszeichnungen, Anmerkungen) | Höchstplatzierung, Gesamtwochen, AuszeichnungChartplatzierungen (Jahr, Titel, Album, Platzierungen, Wochen, Auszeichnungen, Anmerkungen) | Anmerkungen                                                             |
| Jahr | Titel Album                                                   | IT | DE | AT | CH | UK | ES | Anmerkungen                                                             |
| ---- | ------------------------------------------------------------- | --- | --- | --- | --- | --- | --- | ----------------------------------------------------------------------- |
| 1997 | Laura non c’è / Laura no esta Lei, gli amici e tutto il resto | IT1 Gold (2019) · (9 Wo.)IT | DE10 (23 Wo.)DE | AT3 (12 Wo.)AT | CH2 (21 Wo.)CH | UK59 (2 Wo.)UK | ES— GoldES | Erstveröffentlichung: Februar 1997 Verkäufe: + 330.000                  |
| 1997 | Laura non c’è (Remix) –                                       | IT6 (3 Wo.)IT | — | — | — | — | — | Erstveröffentlichung: 1997                                              |
| 1997 | Sei grande Lei, gli amici e tutto il resto                    | — | — | — | — | — | ES6 (3 Wo.)ES | Erstveröffentlichung: September 1997                                    |
| 1998 | Se io non avessi te In due                                    | — | DE73 (9 Wo.)DE | — | — | — | — | Erstveröffentlichung: 4. November 1998                                  |
| 1999 | Se una regola c’è In due                                      | — | DE84 (9 Wo.)DE | — | — | — | — | Erstveröffentlichung: 29. Januar 1999                                   |
| 1999 | Con un ma e con un se In due                                  | — | DE82 (6 Wo.)DE | AT29 (5 Wo.)AT | — | — | — | Erstveröffentlichung: 20. April 1999                                    |
| 2000 | Ci sei tu La vita è                                           | IT9 (10 Wo.)IT | DE83 (8 Wo.)DE | — | CH58 (13 Wo.)CH | — | — | Erstveröffentlichung: 21. März 2000                                     |
| 2000 | La vita è                                                     | IT26 (9 Wo.)IT | DE100 (1 Wo.)DE | — | — | — | — | Erstveröffentlichung: September 2000                                    |
| 2002 | Sei solo tu Le cose da difendere                              | IT3 (21 Wo.)IT | — | — | CH46 (21 Wo.)CH | — | — | Erstveröffentlichung: 9. März 2002 feat. Laura Pausini                  |
| 2002 | Cielo e terra Le cose da difendere                            | IT32 (4 Wo.)IT | — | — | — | — | — | Erstveröffentlichung: 20. Juli 2002                                     |
| 2003 | Almeno stavolta The Best of Nek – L’anno zero                 | IT5 (23 Wo.)IT | — | — | CH43 (14 Wo.)CH | — | — | Erstveröffentlichung: 3. Oktober 2003                                   |
| 2005 | Lascia che io sia Una parte di me                             | IT2 Gold · (28 Wo.)IT | — | — | CH38 (15 Wo.)CH | — | — | Erstveröffentlichung: 3. März 2005                                      |
| 2006 | Instabile Nella stanza 26                                     | IT3 (17 Wo.)IT | — | — | CH47 (17 Wo.)CH | — | — | Erstveröffentlichung: 10. November 2006                                 |
| 2009 | La voglia che non vorrei Un’altra direzione                   | IT9 (12 Wo.)IT | — | — | CH53 (4 Wo.)CH | — | ES37 (2 Wo.)ES | Erstveröffentlichung: 9. Januar 2009                                    |
| 2009 | Se non ami Un’altra direzione                                 | IT40 (3 Wo.)IT | — | — | — | — | — | Erstveröffentlichung: 2009                                              |
| 2010 | E da qui E da qui - Greatest Hits 1992-2010                   | IT24 (17 Wo.)IT | — | — | — | — | — | Erstveröffentlichung: 15. Oktober 2010                                  |
| 2013 | Congiunzione astrale Filippo Neviani                          | IT39 (19 Wo.)IT | — | — | — | — | — | Erstveröffentlichung: 22. März 2013                                     |
| 2013 | La metà di niente Filippo Neviani                             | IT70 (5 Wo.)IT | — | — | — | — | — | Erstveröffentlichung: 2013                                              |
| 2015 | Fatti avanti amore Prima di parlare                           | IT3 Platin · (19 Wo.)IT | — | — | CH39 (1 Wo.)CH | — | — | Erstveröffentlichung: 11. Februar 2015 Verkäufe: + 50.000               |
| 2015 | Se telefonando Prima di parlare                               | IT34 Platin · (22 Wo.)IT | — | — | — | — | — | Erstveröffentlichung: 8. März 2015 Verkäufe: + 50.000 Original: Mina    |
| 2016 | Uno di questi giorni Unici                                    | IT49 Gold · (5 Wo.)IT | — | — | — | — | — | Erstveröffentlichung: 6. März 2016 Verkäufe: + 25.000                   |
| 2016 | Unici                                                         | IT61 Gold · (6 Wo.)IT | — | — | — | — | — | Erstveröffentlichung: 16. September 2016 Verkäufe: + 25.000             |
| 2017 | Freud Unici                                                   | IT59 Platin · (10 Wo.)IT | — | — | — | — | — | Erstveröffentlichung: 31. März 2017 feat. J-Ax Verkäufe: + 50.000       |
| 2019 | Mi farò trovare pronto –                                      | IT41 (1 Wo.)IT | — | — | — | — | — | Erstveröffentlichung: 6. Februar 2019                                   |
| 2024 | Pazzo di te Renganek (Sanremo edition)                        | IT32 (3 Wo.)IT | — | — | — | — | — | Erstveröffentlichung: 7. Februar 2024 Beitrag zum Sanremo-Festival 2024 |

grau schraffiert: keine Chartdaten aus diesem Jahr verfügbar
Weitere Singles
- 1992: Amami
- 1995: Angeli nel ghetto
- 1996: Tu sei, tu sai
- 1997: Dimmi cos'è
- 1998: Sto con te
- 2002: Parliamo al singolare
- 2004: L’anno zero
- 2005: Contromano
- 2005: L’inquietudine
- 2007: Notte di febbraio
- 2007: Nella stanza 26
- 2007: Para Ti Sería (mit El Sueño de Morfeo, ES: ×4Vierfachplatin , Verkäufe: + 80.000)
- 2009: Semplici emozioni
- 2011: Vulnerabile
- 2011: È con te
- 2014: Hey Dio
- 2015: Io ricomincerei
- 2016: Differente (IT: Gold, Verkäufe: + 25.000)
- 2017: Duri da battere (Live) (mit Max Pezzali und Francesco Renga)
- 2018: Strada facendo (Live) (mit Max Pezzali und Francesco Renga)
- 2019: La storia del mondo
- 2019: Alza la radio
- 2019: Cosa ci ha fatto l'amore
- 2020: Perdonare
- 2020: Ssshh!!!
- 2021: Un'estate normale

### Als Gastmusiker
| Jahr | Titel Album                                     | Höchstplatzierung, Gesamtwochen, AuszeichnungChartplatzierungen (Jahr, Titel, Album, Platzierungen, Wochen, Auszeichnungen, Anmerkungen) | Höchstplatzierung, Gesamtwochen, AuszeichnungChartplatzierungen (Jahr, Titel, Album, Platzierungen, Wochen, Auszeichnungen, Anmerkungen) | Höchstplatzierung, Gesamtwochen, AuszeichnungChartplatzierungen (Jahr, Titel, Album, Platzierungen, Wochen, Auszeichnungen, Anmerkungen) | Höchstplatzierung, Gesamtwochen, AuszeichnungChartplatzierungen (Jahr, Titel, Album, Platzierungen, Wochen, Auszeichnungen, Anmerkungen) | Höchstplatzierung, Gesamtwochen, AuszeichnungChartplatzierungen (Jahr, Titel, Album, Platzierungen, Wochen, Auszeichnungen, Anmerkungen) | Höchstplatzierung, Gesamtwochen, AuszeichnungChartplatzierungen (Jahr, Titel, Album, Platzierungen, Wochen, Auszeichnungen, Anmerkungen) | Anmerkungen |
| Jahr | Titel Album                                     | IT | DE | AT | CH | UK | ES | Anmerkungen |
| ---- | ----------------------------------------------- | --- | --- | --- | --- | --- | --- | --- |
| 2005 | Laura Cérena                                    | — | — | — | CH21 (14 Wo.)CH | — | — | Erstveröffentlichung: 2005 Cérena feat. Nek                                                                      |
| 2008 | Walking Away Greatest Hits / Un’altra direzione | IT14 (4 Wo.)IT | — | — | — | — | — | Craig David feat. Nek                                                                                            |
| 2011 | Eclissi del cuore Sei come me (Deluxe)          | IT5 Platin · (23 Wo.)IT | — | — | — | — | — | Erstveröffentlichung: 28. Oktober 2011 L’Aura feat. Nek Original: Total Eclipse of the Heart; Verkäufe: + 30.000 |
| 2017 | Anni luce Comunisti col Rolex                   | IT58 (2 Wo.)IT | — | — | — | — | — | Erstveröffentlichung: 2017 J-Ax & Fedez feat. Nek                                                                |

## Statistik

### Chartauswertung
|                     | IT     | DE    | AT    | CH     | ES     |
| ------------------- | ------ | ----- | ----- | ------ | ------ |
| Nummer-eins-Alben   | IT1IT  | DE—DE | AT—AT | CH—CH  | ES—ES  |
| Top-10-Alben        | IT15IT | DE—DE | AT2AT | CH5CH  | ES2ES  |
| Alben in den Charts | IT16IT | DE5DE | AT5AT | CH14CH | ES10ES |

|                       | IT     | DE    | AT    | CH    | UK    | ES    |
| --------------------- | ------ | ----- | ----- | ----- | ----- | ----- |
| Nummer-eins-Singles   | IT1IT  | DE—DE | AT—AT | CH—CH | UK—UK | ES—ES |
| Top-10-Singles        | IT10IT | DE1DE | AT1AT | CH1CH | UK—UK | ES1ES |
| Singles in den Charts | IT24IT | DE6DE | AT2AT | CH9CH | UK1UK | ES2ES |

### Auszeichnungen für Musikverkäufe
| Goldene Schallplatte - Belgien - 1997: für die Single Laura non c’è - Frankreich - 1998: für die Single Laura non c’è | Platin-Schallplatte - Europa - 1998: für das Album Lei, gli amici e tutto il resto |

Anmerkung: Auszeichnungen in Ländern aus den Charttabellen bzw. Chartboxen sind in ebendiesen zu finden.
| Land/RegionAuszeichnungen für Musikverkäufe (Land/Region, Auszeichnungen, Verkäufe, Quellen) | Gold       | Platin       | Verkäufe    | Quellen                     |
| -------------------------------------------------------------------------------------------- | ---------- | ------------ | ----------- | --------------------------- |
| Belgien (BRMA)                                                                               | Gold1      | —            | 25.000      | ultratop.be                 |
| Europa (IFPI)                                                                                | —          | Platin1      | (1.000.000) | ifpi.org                    |
| Frankreich (SNEP)                                                                            | Gold1      | —            | 250.000     | snepmusique.com             |
| Italien (FIMI)                                                                               | 7× Gold7   | 7× Platin7   | 560.000     | fimi.it                     |
| Österreich (IFPI)                                                                            | Gold1      | —            | 25.000      | ifpi.at                     |
| Schweiz (IFPI)                                                                               | 3× Gold3   | Platin1      | 115.000     | hitparade.ch                |
| Spanien (Promusicae)                                                                         | 2× Gold2   | 7× Platin7   | 460.000     | elportaldemusica.es ES2 ES3 |
| Insgesamt                                                                                    | 15× Gold15 | 16× Platin16 |             |                             |